# Église Saint-André de Tarerach
L'église Saint-André de Tarerach (en catalan : Santa Andreu de Tarerac) est une église romane située à Tarerach, dans le département français des Pyrénées-Orientales.

## Historique
La fenêtre décorée sur le côté Sud de la nef a été inscrite au titre des monuments historiques en 1972.